# Явление (телесериал, 2019)
«Явление» (англ. Emergence) - американский фантастический телесериал с элементами драмы, премьера сериала состоялась 24 сентября 2019 года на канале ABC.
21 мая 2020 года канал ABC закрыл телесериал после одного сезона.

## Сюжет
В центре сюжета шеф полиции небольшого американского городка Джо Эванс, недавно разведённая. Поблизости от города происходит авиакатастрофа, в которой необъяснимым образом выживает девочка лет 12-13. Спасенная лишилась памяти, её мучают видения. Девочка обладает сверхъестественными способностями, управляя электрическими приборами и устройствами. Джо берет над ней опеку и принимает в свою семью под именем Пайпер. За девочкой начинают охоту неизвестные, она оказывается связана с компанией Авгур, ведущей высокотехнологические разработки.

## В ролях

### Основной состав
- Эллисон Толман — Джо Эванс
- Алекса Скай Суинтон — Пайпер
- Эшли Ауфдерхайд — Миа Эванс
- Забрина Гевара — Эбби Фрейзер
- Дональд Фейсон — Алекс Эванс
- Клэнси Браун — Эд
- Оуайн Йомен — Бенни Галлахер
- Роберт Бэйли мл. — Крис Минетто

### Второстепенный состав
- Терри О’Куинн — Ричард Киндред
- Мария Диззия — Эмили Кокс

## Обзор сезонов
| Сезон | Сезон | Эпизоды | Дата показа      | Дата показа    | Рейтинг Нильсона | Рейтинг Нильсона       |
| Сезон | Сезон | Эпизоды | Премьера         | Финал          | Ранк             | Зрители США (миллионы) |
| ----- | ----- | ------- | ---------------- | -------------- | ---------------- | ---------------------- |
|       | 1     | 13      | 24 сентября 2019 | 28 января 2020 | 67               | 5,66                   |

## Список эпизодов

### Сезон 1 (2019)
| № общий | № в сезоне | Название                          | Режиссёр          | Автор сценария                     | Дата премьеры    | Произв. код | Зрители в США (млн) |
| ------- | ---------- | --------------------------------- | ----------------- | ---------------------------------- | ---------------- | ----------- | ------------------- |
| 1       | 1          | «Pilot» «Пилот»                   | Пол Макгиган      | Мишель Фазекас & Тара Баттерз      | 24 сентября 2019 | 101         | 4.12                |
| 2       | 2          | «Camera Wheelbarrow Tiger Pillow» | Миллер Тобин      | Крис Динджесс & Линдси Аллен       | 1 октября 2019   | 102         | 3.58                |
| 3       | 3          | «2 Mg Cu Bid»                     | Питер Лето        | Дэвид Х. Гудман                    | 8 октября 2019   | 103         | 3.10                |
| 4       | 4          | «No Outlet» «Нет выхода»          | Алекс Пиллаи      | Джером Шварц                       | 15 октября 2019  | 104         | 2.71                |
| 5       | 5          | «RDZ9021»                         | Патрисия Кардосо  | Брант Энглестайн                   | 29 октября 2019  | 105         | 2.60                |
| 6       | 6          | «Mile Marker 14»                  | Сидни Фриланд     | Ник Паркер                         | 5 ноября 2019    | 106         | 3.42                |
| 7       | 7          | «Fatal Exception»                 | Кристофер Мисиано | Холли Брикс                        | 19 ноября 2019   | 107         | 2.30                |
| 8       | 8          | «American Chestnut»               | Джессика Лоури    | Линдси Аллен                       | 26 ноября 2019   | 108         | 2.33                |
| 9       | 9          | «Where You Belong»                | Пол Макгиган      | Кендра Чанае Чэпмен                | 10 декабря 2019  | 109         | 2.74                |
| 10      | 10         | «15 Years»                        | Лесли Хоуп        | Брант Энглестайн & Дэвид Х. Гудман | 7 января 2020    | 110         | 2.28                |
| 11      | 11         | «Applied Sciences»                | Дж. Миллер Тобин  | Ник Паркер & Джером Шварц          | 14 января 2020   | 111         | 2.13                |
| 12      | 12         | «Killshot Pt. 1»                  | Крейг Зиск        | Джоуи Сира                         | 21 января 2020   | 112         | 1.98                |
| 13      | 13         | «Killshot Pt. 2»                  | Пол Макгиган      | Мишель Фазекас & Тара Баттерз      | 28 января 2020   | 113         | 1.89                |